# Bùi Công Trừng
Bùi Công Trừng (1905-1977) là một nhà lý luận cách mạng, nhà kinh tế, nguyên Thứ trưởng Bộ Kinh tế Chính phủ Việt Nam Dân chủ Cộng hòa, Phó Chủ nhiệm Ủy ban Khoa học Nhà nước (tiền thân của hai cơ quan: Viện Khoa học Xã hội Việt Nam và Bộ Khoa học và Công nghệ), nguyên Bí thư xứ ủy Nam Kì Đảng cộng sản Đông Dương, nguyên Ủy viên dự khuyết Ban Chấp hành Trung ương Đảng Cộng sản Việt Nam khóa III. Đại biểu Quốc hội khoá II (1960 – 1964).

## Quá trình hoạt động cách mạng
Ông quê ở làng Cựu Xuân Dương, huyện Hương Trà, tỉnh Thừa Thiên Huế. Ông thoát li hoạt động cách mạng từ hồi còn rất trẻ, bị Thực dân Pháp bắt nhiều lần. 
- Năm 1925, Bùi Công Trừng được gia đình cho sang Pháp du học, rồi ông tham gia Đảng Cộng sản Pháp. Năm 1927, ông được Đảng Cộng sản Pháp giới thiệu sang Liên Xô (cũ) học tại Đại học Đông Phương Staline, cùng với Ngô Ðức Trì, Nguyễn Thế Rục, Trần Phú, Bùi Lâm, Nguyễn Văn Trân (Bảy Trân), Nguyễn Xích, tạo thành nhóm cộng sản Việt Nam đầu tiên được thành lập tại Moskva.[1]
- Năm 1937, ông cùng với nhà báo Hải Triều làm biên tập tờ báo Dân, tờ báo của Xứ ủy Trung Kỳ. Báo Dân kết hợp chặt chẽ với các đại biểu tiến bộ trong Viện Dân biểu Trung Kỳ và phong trào cách mạng của quần chúng, tạo nên sức mạnh to lớn chống sưu cao, thuế nặng, chống áp bức bất công, đòi tự do ngôn luận, đặc biệt là đánh bại dự án thuế thân và thuế điền thổ do khâm sứ Trung Kỳ đưa ra, làm rung chuyển bộ máy cai trị ở chính nơi đầu não của chúng. [cần dẫn nguồn]
- Trước năm 1945, ông từng làm Bí thư xứ ủy Nam Kì Đảng cộng sản Đông Dương. [cần dẫn nguồn]
- Năm 1946 ông tham gia trong Phái đoàn Việt Nam dự hội nghị trù bị Đà Lạt.
- Năm 1960 tại Đại hội Đảng Cộng sản Việt Nam III ông là ủy viên dự khuyết Ban chấp hành trung ương Đảng Lao động Việt Nam khóa III.[2]
- Đại biểu Quốc hội khoá II (1960 – 1964).[3]
- Ông hưởng ứng lập trường của Hoàng Minh Chính trong Vụ án Xét lại Chống Đảng và bị khai trừ Đảng (1972).

### Hoạt động trong lĩnh vực quản lý kinh tế
Sau năm 1945, ông đảm nhiệm các công tác do Chính phủ giao, thành viên phái đoàn Chính phủ tham dự Hội nghị Fontainebleau.
Ông hoạt động chủ yếu trong lĩnh vực kinh tế đảm nhiệm các chức vụ: Thứ trưởng Bộ Kinh tế phụ trách thương nghiệp, Tổng thư ký Hội đồng Kiến thiết Quốc gia, Trưởng ban Kinh tế thuộc Văn phòng Chủ tịch và Thủ tướng tại chiến khu cách mạng Tuyên Quang.
Khi về chính quyền cách mạng về Hà nội, ông tiếp tục hoạt động trong lĩnh vực kinh tế làm Trưởng ban Quản lý thị trường trung ương (năm 1957). Chủ nhiệm Văn phòng Kinh tế Trung ương, Chủ nhiệm Văn phòng Tài chính Thương mại Thủ tướng chính phủ. Ông tham gia vào các tiểu ban của Ban Chấp hành Trung ương tổ chức Đại hội Đảng toàn quốc lần thứ ba.
Năm 1958, khi Ủy ban Khoa học nhà nước (tiền thân của hai cơ quan: Viện Khoa học Xã hội Việt Nam và Bộ Khoa học và Công nghệ) được thành lập, ông giữ chức vụ Phó chủ nhiệm Uỷ ban Khoa học nhà nước (1958 - 1964) kiêm Bí thư Đảng đoàn Bộ, sau đó cùng ông Trần Phương xây dựng Viện Kinh tế học.
Ông là người gióng hồi chuông báo động sớm nhất về nạn phá rừng. Khi đó các vấn đề môi sinh chưa trở thành vấn đề gay gắt toàn cầu, ông đã viết những bài về việc phải bảo vệ tài nguyên thiên nhiên.
Năm 1962-1963, Bùi Công Trừng đã công khai lên tiếng về sản xuất hàng hóa đưa ra thị trường, đòi hòa nhập thị trường quốc tế ý muốn đột phá đầu ra cho các làng nghề đến với thị trường Tây Âu. 
• Ông mất ngày 21/02 năm 1977 tại Hà Nội.

## Vinh danh
- Huân chương Kháng chiến hạng Nhất
- Tên của ông được đặt cho một số tuyến đường ở các Thành phố, như tại:
  - Xã Nhị Bình, huyện Hóc Môn đi qua quận 12, Thành phố Hồ Chí Minh.
  - Quận Cẩm Lệ, Thành phố Đà Nẵng.
  - Thị xã Hương Trà - Tỉnh Thừa Thiên Huế.